# Dasypteroma
Dasypteroma is een geslacht van vlinders van de familie spanners (Geometridae), uit de onderfamilie Ennominae.

## Soorten
- D. oberthuri Vazquez, 1907
- D. thaumasia Staudinger, 1892